# 奥拉杜尔圣热内
奥拉杜尔圣热内（法語：Oradour-Saint-Genest，法語發音：[ɔʁaduʁ sɛ̃ ʒənɛ]）是法国新阿基坦大区上维埃纳省的一个市镇，属于贝拉克区。该市镇2009年时的人口为333人。

## 人口
奥拉杜尔圣热内人口变化图示
| 数据来源：INSEE |